# Yūrei-zu

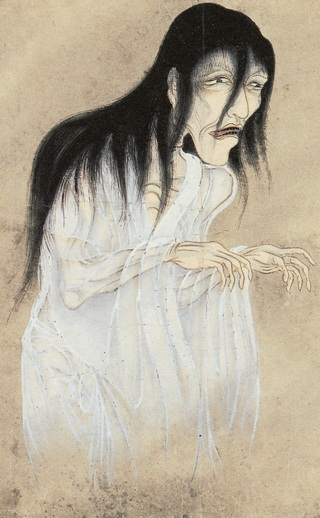
Yūrei par Sawaki Sūshi (1737)

Les yūrei-zu (幽霊図) sont un genre de l'art japonais consistant en images peintes ou estampe de fantômes, démons et autres êtres surnaturels. Il est considéré comme un sous-genre des fūzokuga, « tableaux de mœurs et coutumes ». Ce type d'œuvres d'art atteint le sommet de sa popularité au Japon du milieu à la fin du XIXe siècle.

## Yūrei
Littéralement traduisible par « esprit (霊, rei) pâle (幽, yū) », yūrei est juste un parmi plusieurs mots japonais utilisés pour désigner des êtres spirituels. Parmi les autres termes figurent obake (お化け), yōkai (妖怪), bōrei (亡霊) et shiryō (死霊). Il existe au Japon une longue tradition de croyance au surnaturel, tradition issue de divers influences. Les sources originelles comprennent le bouddhisme, le taoïsme et le folklore chinois. L'influence la plus notable est cependant le shintoïsme, religion animiste autochtone japonaise qui suppose que notre monde physique est habité par huit millions esprits omniprésents.
Les fantômes japonais sont essentiellement des esprits « en congé » de l'enfer afin d'accomplir une mission exceptionnelle. Les âmes (霊魂, reikon) de ceux qui meurent violemment ne reçoivent pas de rites funéraires propres et celles de qui meurent tandis qu'ils sont consumés par un désir de vengeance, ne passent pas pacifiquement pour rejoindre les esprits de leurs ancêtres dans l'au-delà. À la place, leurs âmes reikon sont transformées en âmes ayurei qui peuvent revenir vers le monde physique. Selon la croyance bouddhiste, le voyage du monde des vivants (この世, konoyo) à celui des morts (あの世, anoyo) prend  49 jours et c'est durant cette phase de limbes qu'ils peuvent aider à des questions non résolues. Il existe une étroite relation entre le degré de souffrance d'un individu dans la vie et la gravité de ses actes dans l'au-delà. Bien que leurs intentions ne soient pas toujours mauvaises, les résultats de leurs actions sont presque toujours dommageable pour les humains impliqués. La croyance veut qu'un fantôme ne peut être délivré que par les prières d'un vivant qui permet à son âme d'être autorisée à passer dans le monde souterrain.

## Contexte historique

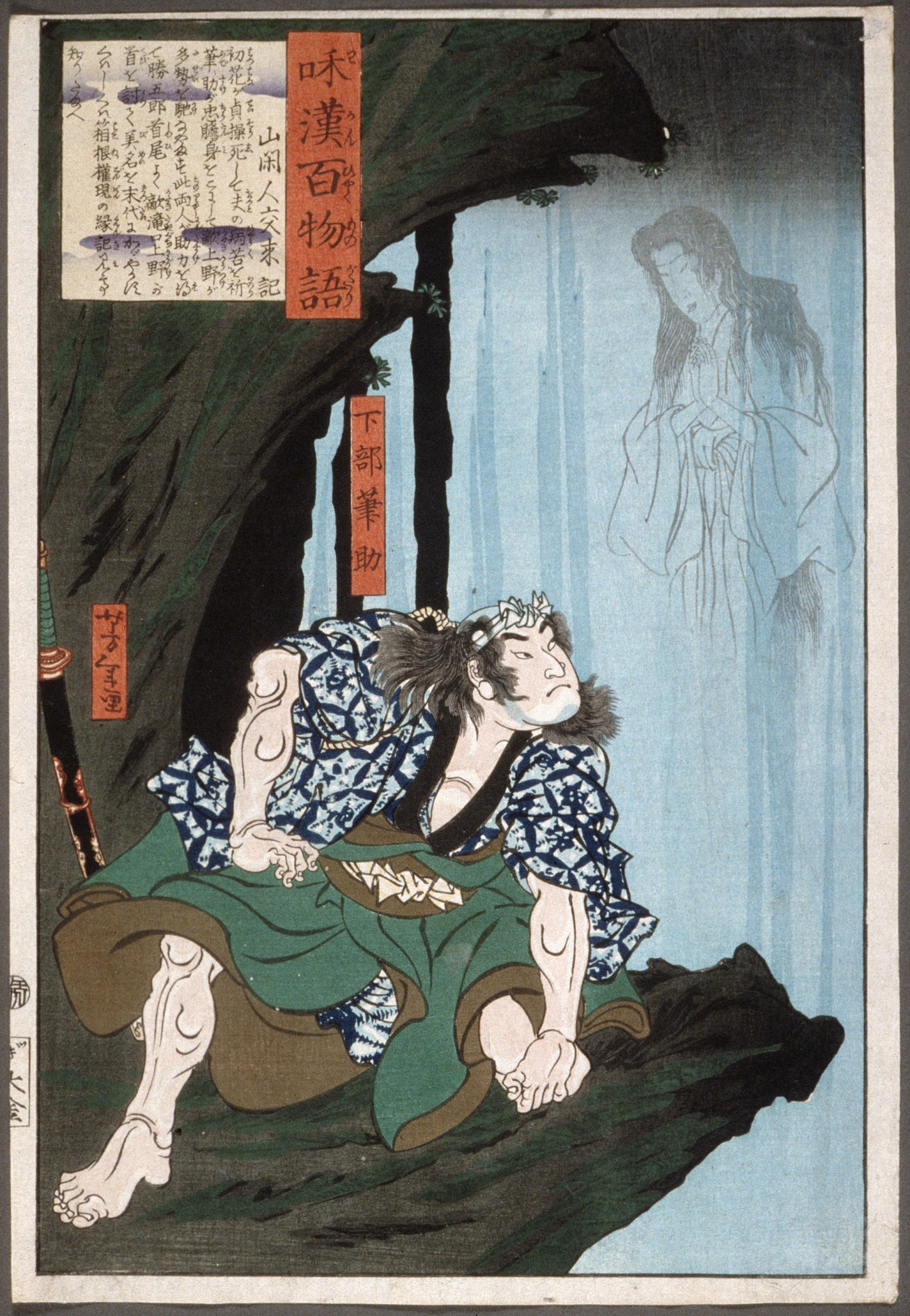
Shimobe Fudesuke et le fantôme de la femme dans la cascade de Tsukioka Yoshitoshi (c. 1865).

Des images d'êtres surnaturels ainsi que des scènes sanglantes et grotesques existent sur des rouleaux peints japonais datant de la période médiévale. Cette tradition s'est perpétuée à travers les siècles, fournissant une base pour les yūrei-zu ainsi que pour les violents chimidoro-e (血みどろ絵, « images sanglantes ») et les muzan-e (無残絵, « images cruelles ») devenues populaires dans le Japon de l'époque d'Edo. Bien qu'il existe des exemples précédents, les yūrei-zu atteignent le sommet de leur popularité du milieu jusqu'à la fin du XIXe siècle en même temps que les pièces kabuki sur le thème des fantômes et des contes de fantômes (怪談, kaidan). Les spécialistes associent la « popularité persistante » de l'occulte aux « conditions sociales instables » régnant à la fin de l'époque d'Edo, ce qui comprend le régime oppressif des Tokugawa, le début de l'occidentalisation et un certain nombre de désastres naturels,.

## Lesyūrei-zuet le théâtre

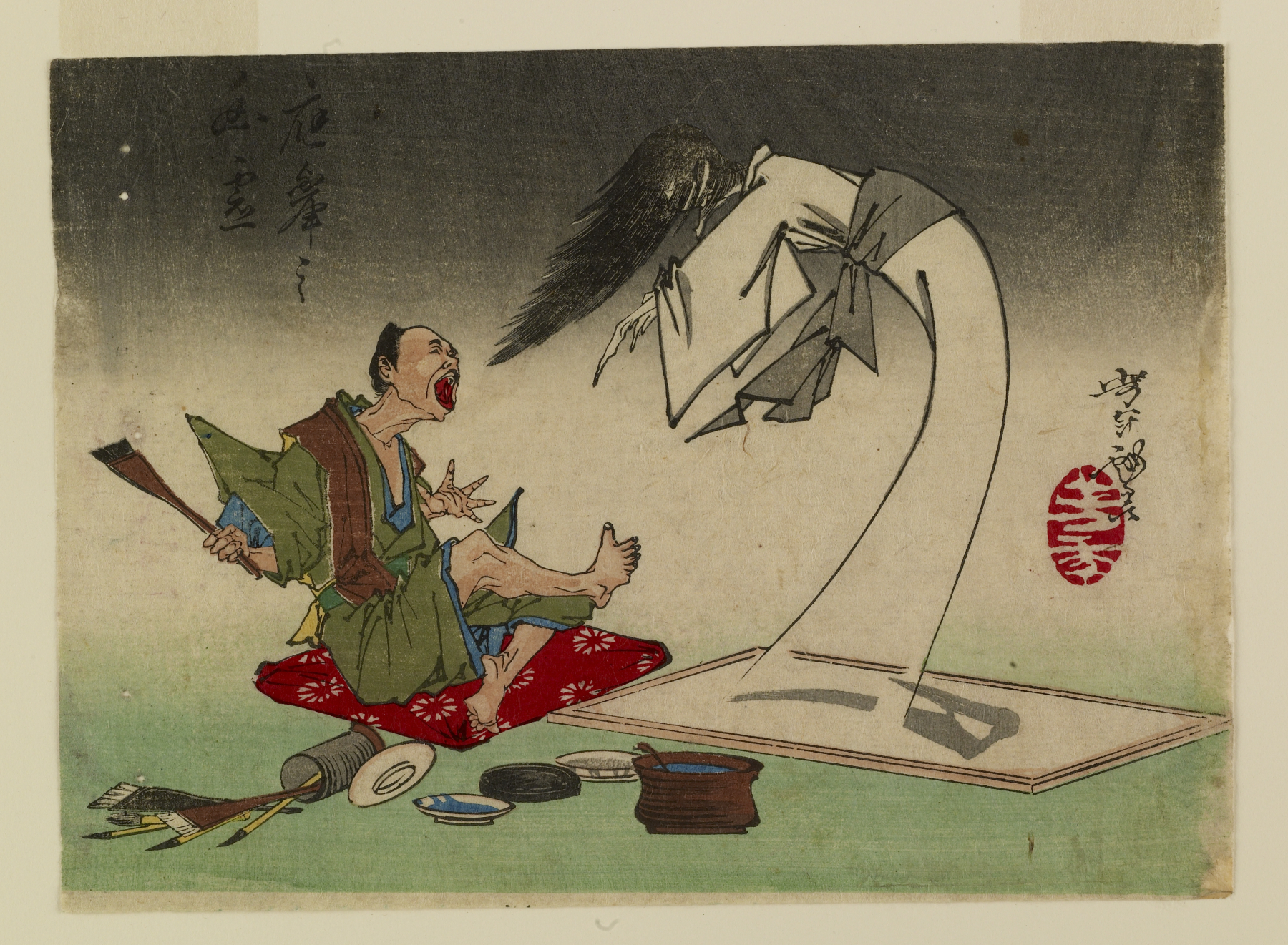
Yoshitoshi ryakuga par Tsukioka Yoshitoshi (1882).

Le Japon a une longue et vivace tradition folklorique d'histoires de fantômes et au début du XVIIIe siècle, elles commencent à être dramatisées pour les scènes du théâtre nô et bunraku (marionnettes). Tandis que le kabuki commence à s'épanouir tout au long de la fin des années 1700, c'est aussi le cas de nombre de drames fondés sur des histoires de fantômes, en particulier celles impliquant des fantômes vengeurs féminins qui reviennent punir leurs tourmenteurs. Le kabuki, comme les ukiyo-e, est une forme d'art populaire qui vise à satisfaire les goûts dramatiques d'une « clientèle prolétarienne » : les classes travailleuses et moyennes qui se développent à Edo (actuelle Tokyo). Le kabuki et l’ukiyo-e partagent une étroite parenté tandis que les graveurs sur bois tentent de tirer parti de « l'appétit toujours croissant du public pour les contes étranges et passionnants » et partagent la « croissance démographique du public » du kabuki. Comme le note Sarah Fensom, « que les estampes consacrées au macabre, au surnaturel et au grotesque ont été si souvent conçues et distribuées reflète en grande partie plus les goûts japonais du XIXe siècle qu'une intention des artistes ». Ceux d'entre eux qui produisent des images de fantômes ainsi que d'acteurs dans des rôles de fantômes, effectuent un amalgame de trois tendances qui prévalent dans les ukiyo-e de l'époque : les représentations de la forme féminine (bijin-ga), les descriptions de thèmes surnaturels et macabres et les représentations des acteurs célèbres (kabuki-e or shibai-e).

## Censure
Dans une tentative de faire retourner le Japon à ses racines féodales et agraires, le régime Tokugawa institue en 1842 les réformes Tenpō (天保の改革, Tenpō no kaikaku), ensemble de lois régissant de nombreux aspects de la vie quotidienne. En plus de l'économie, de l'armée, de l'agriculture et de la religion, les réformes s'étendent au monde de l'art. Le but des réformes est essentiellement de valoriser la frugalité et la loyauté, aussi les images ostentatoires ou moralement douteuses comme les descriptions de geisha, d’oiran (courtisanes) et d'acteurs kabuki sont-elles interdites. Selon un décret de 1842 (réformes Tenpō) à destination des imprimeurs d'estampes : « Imprimer des estampes d'acteurs de kabuki, de courtisanes et de geishas est préjudiciable à la moralité publique. Désormais la publication de nouvelles œuvres [de ce type] ainsi que la vente des stocks précédemment constitués est strictement interdite. Dans l'avenir, vous devez sélectionner des dessins fondés sur la loyauté et la piété filiale et qui servent à éduquer les femmes et les enfants, et vous devez assurer qu'ils ne sont pas luxueux. »
Compte tenu de ce climat de censure, certains artistes utilisent le genre yūrei-zu « pour masquer symboliquement et avec humour… la critique des maladies sociales et politiques de l'heure en faisant apparaître les créatures fantastiques comme des substituts pour de vraies personnes, en particulier l'élite dirigeante ». De telles critiques amènent le gouvernement à interdire en conséquence à la fois les yūrei-zu et les pièces de fantômes. Finalement, les réformes de Tenpō échouent et la réglementation stricte des œuvres d'art n'est plus appliquée après 1845, une fois que le conseiller shogunal à l'origine des réformes a quitté le gouvernement. Tant que les règles sont restées nominalement en vigueur, certains artistes ont eu recours à des libellés spécieux et des jeux d'images pour contourner la censure.

## Caractéristiques physiques desyūrei-zu

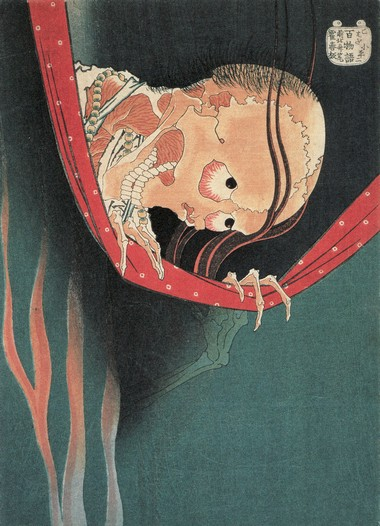
Kohada Koheiji par Hokusai (date inconnue)

Les fantômes représentés sur les ukiyo-e de l'époque d'Edo se présentent sous différents formes. Ils peuvent apparaître comme des créatures animales à la fois réelles et imaginaires telles des renards, des chats, des dragons et des démons. Ils peuvent également être les esprits mécontents des guerriers mâles. La plupart des fantômes représentés cependant, ont tendance à être des femmes, « spécifiquement des femmes insatisfaites » comme le note Donald Richie.
Les sujets des yūrei-zu correspondent généralement à un ensemble très spécifique de caractéristiques physiques, :
- de longs cheveux noirs et raides, souvent non coiffés ;
- kimono blanc ou de couleur pâle semblable au simple katabira blanc (帷子?) ou kyōkatabira (経帷子?) kimono funéraire ;
- longues manches flottantes ;
- quelques-uns sont représentés portant un hitaikakushi (額隠?) triangulaire, tissu de front également associée à la tradition funéraire japonaise ;
- silhouette fine et fragile ;
- bras écartés, parfois s'agitant ou faisant un signe ;
- mains pendant mollement des poignets ;
- absence de corps sous la taille ;
- souvent accompagnés par des hitodama (人魂?), flammes flottantes vertes, bleues ou violettes ;
- transparents ou semi-transparents.

Par nature, ils :
- sont nocturnes ;
- évitent l'eau courante ;
- apparaissent sous un couvert véritablement fantomatique lorsqu'ils se reflètent dans une surface de miroir ou liquide.

## Exemples notables d'Edo

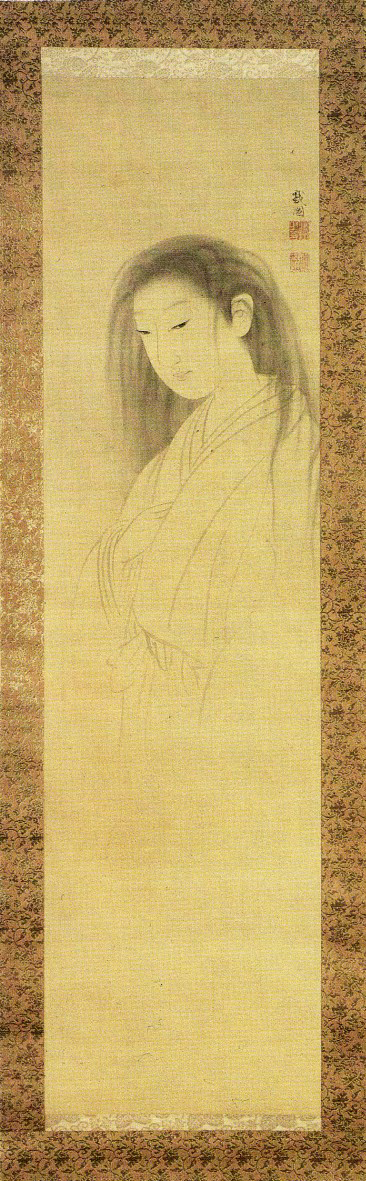
Le Fantôme d'Oyuki de Maruyama Ōkyo (1750–1780)

### Le Fantôme d'Oyuki
Le yūrei-zu le plus ancien passe pour être de Maruyama Ōkyo (円山 応挙), fondateur de l'école Maruyama et l'un des artistes les plus importants du XVIIIe siècle. Le Fantôme d'Oyuki (お雪の幻, Oyuki no maboroshi) est une peinture sur rouleau de soie datant de la seconde moitié du XVIIIe siècle. Dans le style naturaliste de Maruyama, il dépeint un fantôme féminin faiblement coloré dont le corps se dilue dans la transparence. Il a été décrit comme une « image à la beauté obsédante ». Selon une inscription sur la boîte de défilement d'un propriétaire unique, le sujet de la peinture est la maîtresse de Maruyama, une geisha morte jeune. Son fantôme aurait rendu visite à l'artiste dans un rêve et l'aurait inspiré pour peindre son portrait.

### Autres artistes d'Edo
Tous les artistes ukiyo-e importants de la fin de l'époque d'Edo ont produit des yūrei-zu dont Kunisada, Hokusai et Utagawa Kuniyoshi qui a « conçu le plus grand nombre de gravures représentant des fantômes ainsi que d'autres créatures étranges, insolites et fantastiques ».
Un autre important producteur de yūrei-zu est Tsukioka Yoshitoshi qui passe pour avoir personnellement rencontré des fantômes en 1865 et 1880. En 1865, il produit la série « Cent histoires de fantôme de Chine et du Japon » (Wakan hyaku monogatari), sa première série de représentations de fantômes. La série originale, fondée sur un jeu populaire à l'époque impliquant des histoires de fantômes, comprend une centaine d'images ; cependant, seulement vingt-six ont été publiées. Sa dernière série d'estampes, « Nouvelles formes de 36 fantômes » (Shinkei sanjūrokuten), était « tellement populaire », selon Sarah Fensom, « que les blocs à partir desquels elles avaient été imprimées se sont usés ».

## Exemples contemporains

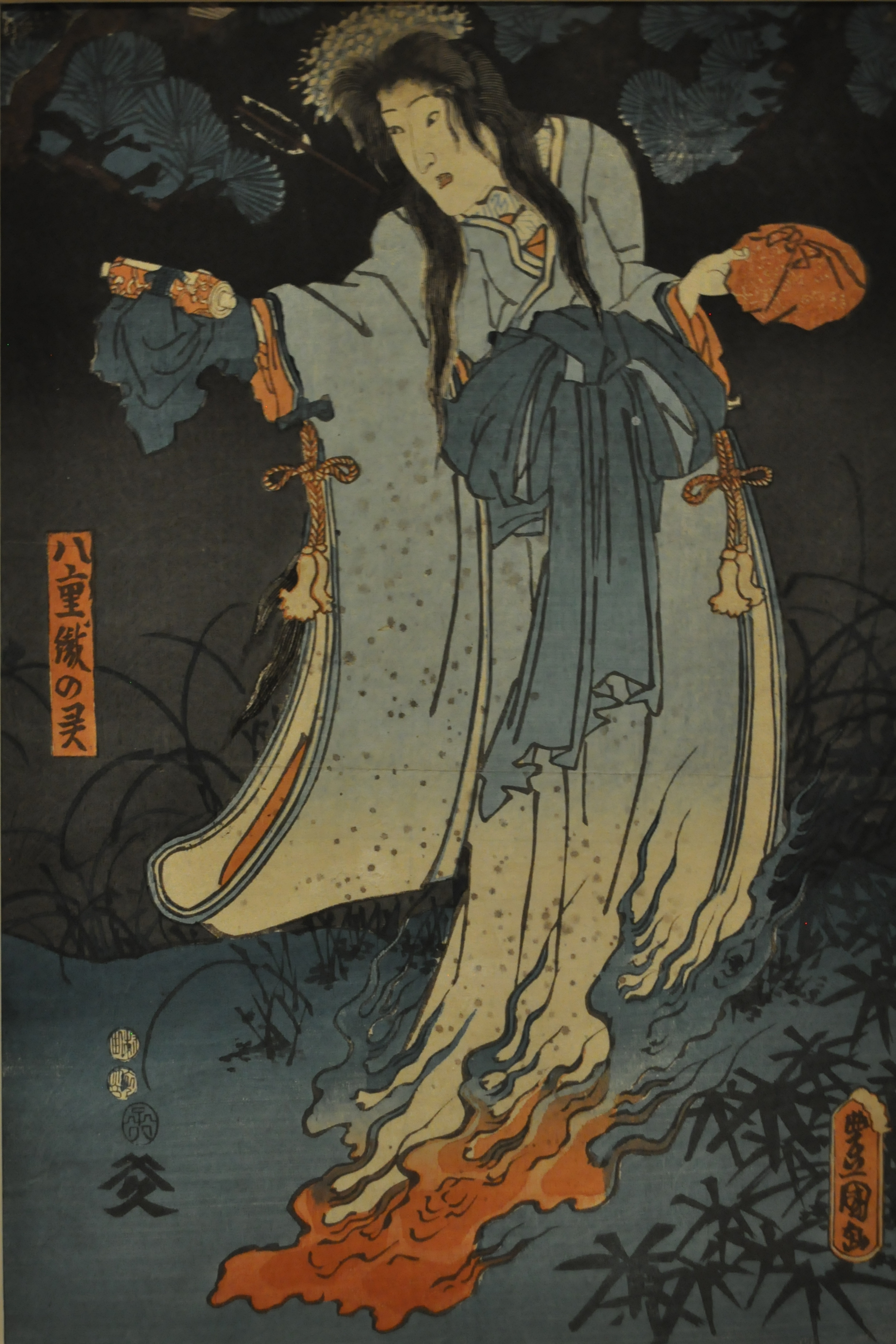
Fantôme féminin par Kunisada (1852)

Bien que manifestement ils ne sont plus aussi omniprésents que pendant l'époque d'Edo, les yūrei-zu et variations contemporaines continuent à être produits par des artistes japonais dans divers médias. Un exemple de premier plan est la peintre nihon-ga Fuyuko Matsui (née en 1974), dont les images fantomatiques sont décrites comme « belles et mystérieuses », « sombres [et] gothiques » et « troublantes et envoûtantes ». Matsui a désigné un objectif de ses œuvres comme conférant « une condition qui maintient la santé mentale tout en étant proche de la folie ». La couleur de Matsui sur le rouleau suspendu de soie Nyctalopia (2005) rappelle particulièrement les yūrei-zu classiques tels que Le Fantôme d'Oyuki de Maruyama.
Tenmyouya Hisashi (en), né en 1966, est un autre artiste dont le travail fait écho aux yūrei-zu. Entre 2004 et 2005, Tenmyouya a achevé une série de peintures acrylique sur bois intitulée « Nouvelle version de Six histoire de fantômes » (新形六怪撰). Les six images sont des reprises de célèbres histoires de fantômes japonais telles que Yotsuya Kaidan et Histoire de fantôme Kohata Koheiji rendues sur estampes sur bois par les artistes de l'époque d'Edo.
Matthew Meyer, Américain résident au Japon, crée également des yūrei-zu dans le style traditionnel. Sa série Japanese Yōkai est recueillie dans son livre illustré The Night Parade of One Hundred Demons. Selon Meyer, l'intention de ses peintures est de « recréer le sentiment des anciennes estampes japonaises tout en ajoutant une touche d'illustration contemporaine ».
L'influence des yūrei-zu est aussi évidente dans les manga de Shigeru Mizuki (né en 1922) et Hiroshi Shiibashi (né en 1980), tous deux réputés pour leurs œuvres traitant des aspects traditionnels japonais du surnaturel.

## Source de la traduction
- (en) Cet article est partiellement ou en totalité issu de l’article de Wikipédia en anglais intitulé « Yūrei-zu » (voir la liste des auteurs).